# Richard Kittler
Richard Kittler (* 23. Februar 1924 in Linz; † 23. Oktober 2009 ebenda) war ein österreichischer Komponist und Pädagoge.

## Leben
Richard Kittler maturierte im Jahr 1942 und studierte anschließend Flöte am Brucknerkonservatorium in Linz und an der Musikhochschule Wien. Nach seiner künstlerischen Reifeprüfung, die er mit Auszeichnung bestanden hatte, war er in den Jahren von 1949 bis 1951 erster Flötist im Brucknerorchester Linz.
Bedingt durch eine Kriegsverletzung wechselte er beruflich in die Verwaltung der Linzer Elektrizitäts- und Straßenbahngesellschaft, unterrichtete nebenbei Flöte an der Musikschule der Stadt Linz und studierte, mit einem Stipendium der Stadt Linz, Komposition bei Robert Schollum.

„Meinem Jahrgang war es möglich, den rasanten Aufbruch der Neuen Musik nach dem zweiten Weltkrieg unmittelbar mitzuerleben. Durch meine Tätigkeit als ausübender Musiker sind meine Kompositionen in der Praxis gewachsen und auch in ihren Besetzungen praxisbezogen. Zwei Schwerpunkte zeichnen sich dabei deutlich ab: Orchesterarbeiten und Konzerte. Aus der Anwendung einer linearen Zwölftonmusik (1954–1968) erfolgte ein Vorstoß zu graphischen Partituren (visueller Musik) 1969–1974 und in der Folge zu einer Kompositionstechnik nach graphischen Vorstellungen. In der seit 1970 laufenden Neoklassischen Periode der Musik haben meine Arbeiten (nach 1974) eine kritische und persiflierende Position bezogen, die meine erlernten und geübten Arbeitstechniken nun mehr spielerisch einsetzt.“

## Auszeichnungen
- 1949: Verleihung der Brucknermedaille[2]
- 1952: Preisträger des Mozartwettbewerbs Wien[2]
- 1953: Kompositionspreis des Landes Oberösterreich[2]
- 1963: Kulturförderungspreis der Stadt Linz[2]
- 1964: Kulturförderungspreis des Landes Oberösterreich[2]
- 1975: Verleihung des Berufstitels Professor[1]

## Werke (Auswahl)
- Erstes Streichquartett – für zwei Violinen, Viola und Violoncello in Zusammenarbeit mit Heinrich Gattermeyer (1953)[5]
- Konzert für Klarinette und Orchester (1954)[5]
- Zweite Sonatine für Flöte und Klavier (1955)[5]
- Acht kleine Stücke für Streichorchester (1956)[5]
- Sechs Klavierstücke (1957)[5]
- Erstes Konzert für Streichorchester (1958)[5]
- Erstes Konzert für Flöte und Orchester (1959)[5]
- Kleine Musik für Flöte, Klarinette und Fagott (1960)[5]
- Sinfonietta für Streichorchester (1961)[5]
- Konzert für zwei Klaviere und Streichorchester (1962)[5]
- Drei kleine Stücke für Klarinette und Klavier (1963)[5]
- Divertimento für Flöte, Oboe, Klarinette, Horn und Fagott (1964)[5]
- Concertino für Streichorchester (1965)[5]
- Concertino für Fagott und Streichorchester (1966)[5]
- Erstes Concertino für Flöte und Streichorchester (1969)[5]
- Erstes Konzert für Violoncello und Orchester (1970)[5]
- Konzert für Viola und Orchester (1972)[5]
- Concertino für Klarinette und Streichorchester (1974)[5]
- Concertino für zwei Flöten und Streichorchester (1975)[5]
- Concertino für Piccolo und Streicher (1976)[5]
- Sinfonisches Divertimento für Orchester (1977)[5]
- Konzert für Klavier und Orchester (1978)[5]
- Trio für Violine, Violoncello und Klavier (1979)[5]
- Fünf Mobiles für Flöte und Violoncello (1980)[5]
- Sonatine 4 A für Flöte und Klavier (1981)[5]
- Zweites Konzert für Flöte und Orchester (1982)[5]
- Sechste Sonatine für Flöte und Klavier (1983)[5]
- Musik für eine Stummfilmkomödie (1984)[5]
- Fünf Aphorismen für Flöte und Gitarre (1987)[5]
- Fast eine Konzertante Linzer Sinfonie (1988)[5]
- Konzert für Blasorchester (1989)[5]
- Sonatine für Klarinette und Klavier (1990)[5]
- Drittes Concertino für Flöte und Streichorchester (1991)[5]
- Drittes Quartett für Flöte, Violine, Viola und Violoncello (1992)[5]
- Neunte Sonatine für Flöte und Klavier (1993)[5]
- Konzert für Klavier, Bläser und Schlagzeug (1994)[5]